# Dwór myśliwski w Nowej Wsi Podgórnej
Dwór myśliwski w Nowej Wsi Podgórnej – znajduje się w Nowej Wsi Podgórnej, w województwie wielkopolskim, w powiecie wrzesińskim, w gminie Miłosław.

## Historia
Jest to dwór klasycystyczny z końca XVII w., należący do rodziny Ostojskich. Dwór w czasie rozbiorów służył jako schronienie dla ukrywających się powstańców, był również tajnym składem powstańczej broni.
Po śmierci najstarszego z rodu Ostojskich rodzina dwór odsprzedała państwowej instytucji, która nie zadbała o prawidłowe jego zabezpieczenie i dwór uległ w bardzo krótkim czasie całkowitemu zniszczeniu.
Aktualnie (2014) pozostałości dworu zostały przebudowane na garaż.